# Lafayette McLaws
Lafayette McLaws (15 janvier 1821 – 24 juillet 1897) est un officier de la United States Army  puis un général de l’armée confédérée pendant la guerre de Sécession.

## Débuts
McLaws est né à Augusta (Géorgie). En 1842, il sort 48e sur 56 de la United States Military Academy  de West Point,.
Il sert comme officier dans l’infanterie pendant la guerre américano-mexicaine - et dans l’Ouest, et pendant la guerre de l'Utah, contre les Mormons de Brigham Young.
Alors qu’il est en garnison au poste militaire de  Jefferson Barracks  (Missouri), il épouse Emily Allison Taylor, la nièce de Zachary Taylor (ce qui l’apparente donc indirectement à Richard Taylor, futur général confédéré, et à Jefferson Davis.

## Guerre de Sécession

### 1861-1862

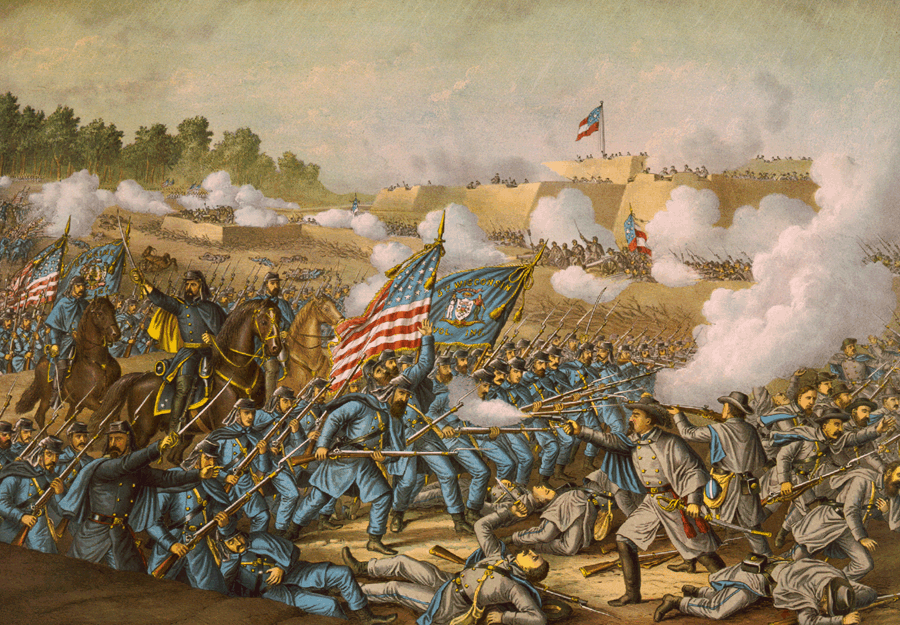
Le Stars & Bars flotte sur les remparts de terre du Fort Magruder, principal élément des 14 fortins de la Williamsburg Line, ligne de fortification confédérée qui barrait la Péninsule. Le Fort Magruder joua un rôle important dans la résistance des Confédérés lors du début de la campagne de la Péninsule (ici est représenté le 1° affrontement notable de la campagne : la bataille de Williamsburg, le 5 mai 1862)

McLaws, qui en 1861 a 40 ans et est capitaine de l’U.S. Army, démissionne et devient major dans l'Armée des États confédérés. Il est rapidement nommé colonel du 10° Georgia Regiment of Infantry  .
Dès le début de la guerre, McLaws s'occupe activement de la construction de la  Williamsburg Line , 4 miles de fortifications barrant la Péninsule de Virginie. Cet ouvrage aura une importance cruciale en 1862 pendant la campagne de la Péninsule (et en particulier lors de la bataille de Williamsburg). : les Confédérés pourront, sous la protection de la Williamsburg Line, se retirer vers Richmond et obliger ainsi George McClellan, le général en chef unioniste, à les suivre en étirant son énorme armée du Potomac et ses lignes de communication, ce qui l'affaiblira considérablement.

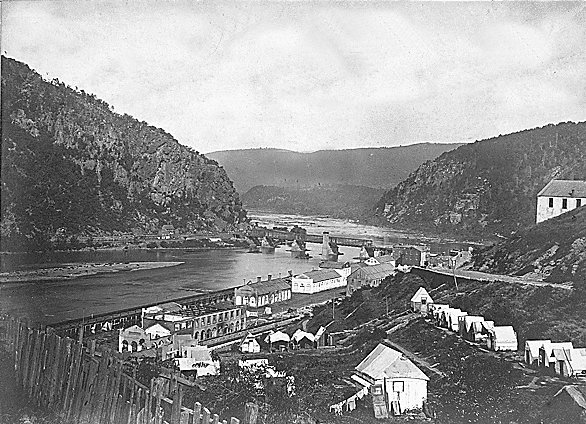
Harpers Ferry, arsenal et important nœud ferroviaire serré dans une gorge au bord du fleuve Potomac, est emporté par Stonewall Jackson lors de la bataille de Harpers Ferry (12-15 septembre 1862). Une fois les hauteurs de Maryland Heights aux mains des Confédérés, le bombardement puis l'assaut de la ville amènent les Unionistes à capituler, laissant plus de 12000 prisonniers aux mains des Sudistes.

Pendant la bataille de Sept Jours, alors que les Confédérés sous Robert E. Lee repoussent l'armée du Potomac vers la mer, McLaws est brigadier general commandant une brigade, puis une division, .
Le 23 mai 1862 il est nommé major general. Affecté au Ier Corps d’Armée du maj. gen. James Longstreet  dans l’Armée de Virginie du Nord  comme commandant de la Ire division, McLaws restera avec Longstreet pendant presque toute la guerre.
Pendant la Campagne du Maryland menée par Robert E. Lee en 1862, la I° Division de McLaw est détachée du Ier Corps de Longstreet et opère avec Stonewall Jackson : elle prend Maryland Heights lors de la  bataille de Harpers Ferry, action décisive qui permêt l'écrasante victoire sudiste.
Mais lors de la bataille d'Antietam, McLaw arrive bien tard pour défendre West Woods, et Lee le lui reproche.
Cependant, lors de la bataille de Fredericksburg la division de McLaws tient bon les hauteurs de Marye's Heights contre les attaques répétées des nordistes.

### 1863 -1865

#### Jusqu'à Gettysburg
Pendant la bataille de Chancellorsville, alors que le reste des troupes de Longstreet est envoyé à Suffolk (Virginie, Lee garde McLaws directement sous ses ordres.

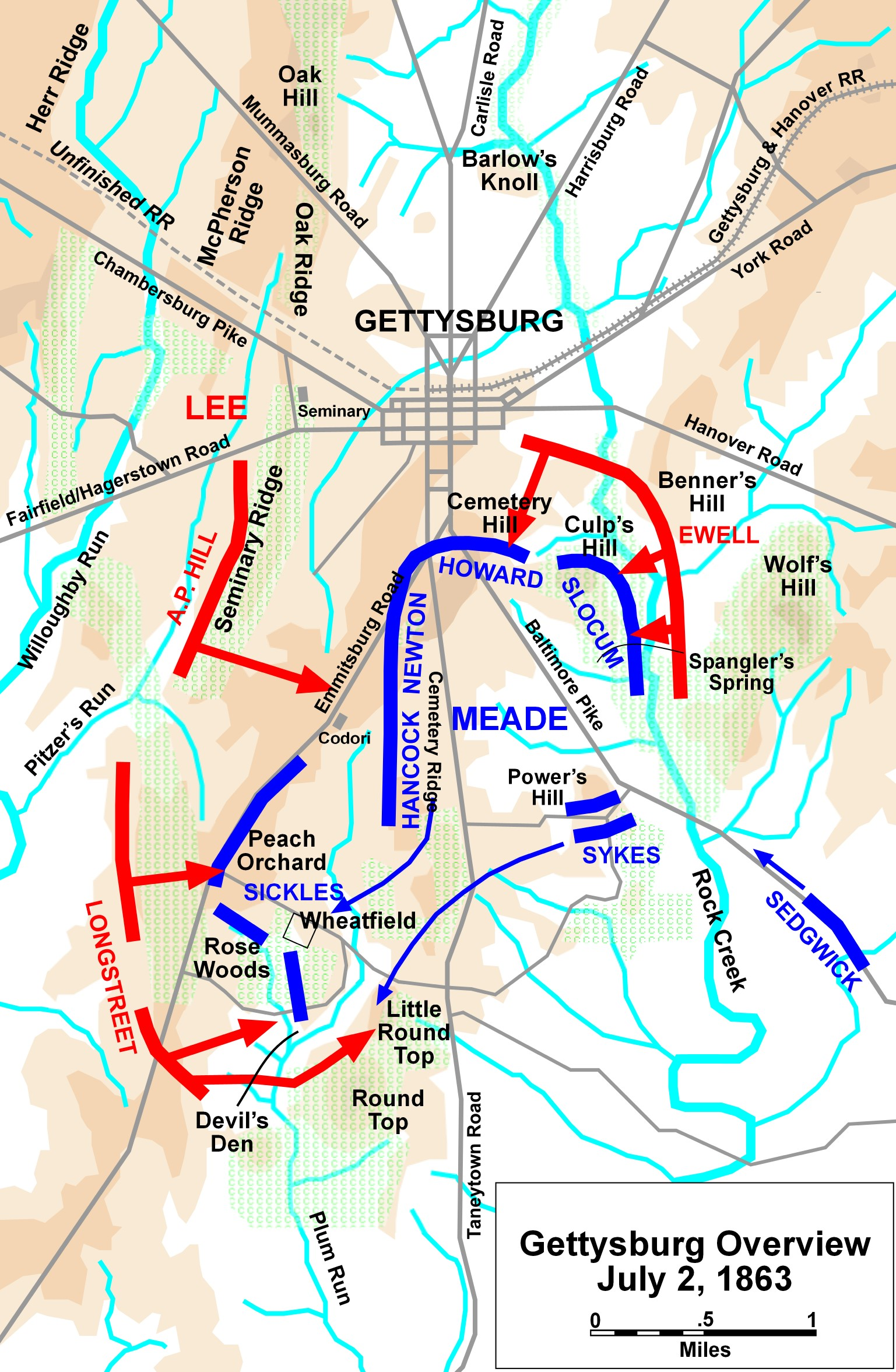
2e jour de la bataille de Gettysburg (2 juillet 1863) : supervisées par James Longstreet, les divisions de McLaws et de John Bell Hood (en rouge) écrasent le III° Corps d'Armée nordiste, que le Gal Daniel Sickles a fait imprudemment avancer, créant un saillant en avant de la ligne de défense nordiste (en bleu).

Le 3 mai 1863, Lee envoie McLaws et sa division contre le VIe Corps d’armée nordiste que le major général John Sedgwick dirigeait sur les arrières des Sudistes. McLaw arrête les Nordistes, mais Lee lui reprochera de ne pas les avoir détruits, au lieu de les laisser s’échapper de l’autre côté de la rivière Rappahannock
Après que Stonewall Jackson ait été mortellement blessé lors de la bataille de Chancellorsville, Lee réorganise son armée. Longstreet lui recommande de choisir McLaws, mais Lee nomme Richard S. Ewell et A.P. Hill. McLaws, mortifié, demande alors son transfert, mais Lee le lui refuse.
Pendant la bataille de Gettysburg, au 2e jour de l’affrontement (2 juillet 1863), la division de McLaws, avec celle de John Bell Hood, attaque en masse l’aile gauche de l’armée du Potomac (nordiste). Il se trouve qu’en face de ce puissante vague d’assaut  se trouve le IIIe Corps nordiste, que son chef Daniel Sickles a (de sa propre initiative et en désobéissant aux ordres de son général en chef George G. Meade) fait avancer de 1 mile par rapport à la ligne de défense nordiste, créant ainsi un saillant indéfendable. Les sudistes, au prix certes de fortes pertes, prennent les positions Wheatfield ("Champ de froment") et Peach Orchard ("Verger aux Pêchers") , et anéantissent le IIIe corps  avant que les renforts nordistes ne viennent combler le saillant. Cependant la ligne de défense des Fédéraux se stabilise sur Cemetery Ridge ("la Crête du Cimetière") , et la progression sudiste est arrêtée.
Au 3e jour de la bataille de Gettysburg (3 juillet 1863) , Longstreet commande l’assaut massif du centre nordiste par la brigade de George Pickett , ( Pickett’s Charge, la charge de Pickett) mais la division de McLaws n’y participe pas.

#### Après Gettysburg
la carrière de McLaws décline progressivement.
Il accompagna le corps d’armée de Longstreet au Tennessee lorsque ce dernier se porta à la rescousse de l’Armée du Tennessee du général Braxton Bragg
McLaws, placé sous les ordres du brigadier général Joseph B. Kershaw, arriva trop tard pour combattre à Chickamauga, mais il participa à la bataille de Chattanooga.
Plus tard en 1863, pendant la Campagne de Knoxville, Longstreet releva McLaws de son commandement après la Bataille de Fort Sanders, au motif d’un "manque de confiance dans les efforts et les plans que le général en chef avait jugé bon d’adopter" . Le 30 décembre 1863, dans une lettre à l’ Adjutant and Inspector General (inspecteur général des armées )  Samuel Cooper, Longstreet énumère 3 cas de “ négligence dans le service ” dont selon lui McLaws s’est rendu coupable ; mais il ne demande pas qu’il soit traduit en cour martiale, car, ajoute-t-il, "dans un autre poste, McLaws peut être utile au gouvernement" de la Confédération.  Dans la même lettre, Longstreet demande que le brig. gen. Jerome B. Robertson, accusé d’ “ incompétence ” par son  commandant de division, soit traduit en cour martiale.
Ce même 30 décembre 1863, McLaws écrit lui aussi à Samuel Cooper : il proteste contre les accusations de Longstreet, et demande à comparaître devant une cour martiale pour être lavé de tout soupçon. Cooper fait suivre les lettres au Secretary of War (ministre de la Guerre)  James Seddon et au Président de la Confédération Jefferson Davis, en notant que Longstreet ne peut muter un de ses adjoints sans l’avoir au préalable fait passer en cour martiale.
Jefferson Davis décide que Robertson et McLaws seraient entendus par une cour martiale, mais que McLaws serait maintenu à son poste jusqu’à ce qu’un successeur lui soit trouvé.
La cour martiale se réunit à Morristown (Tennessee) le 12 février 1864, sous la présidence du  maj. gen. Simon B. Buckner. Les débats sont lents, car certains témoins (y compris Longstreet) ne peuvent venir à la barre (parfois parce que Longstreet lui-même leur a accordé une permission). .
La cour rend son  verdict le 5 mai : elle exonère McLaws de 2 chefs d’accusation, mais le reconnaît coupable du 3e (le “ manquement à organiser son attaque dans les moindres détails, de façon à assurer sa réussite ”) , et le condamne à 60 jours de dégradation.
Bien que Samuel Cooper, invoquant des erreurs de procédure de la cour, considère le jugement comme nul et ordonne à McLaws de reprendre son service à la tête de sa division, le 18 mai McLaws est muté par le War Department à Savannah, et affecté au service des défenses côtières des États de Géorgie, Caroline du Sud, et Floride.
McLaws, plein d’amertume, assura par la suite que Longstreet l’avait pris comme bouc émissaire après l’échec de la campagne de Knoxville. Bien des années plus tard, dans ses mémoires, Longstreet écrivit qu’il regrettait d’avoir accusé McLaws, et expliqua qu’il traversait alors des moments difficiles. L’animosité finit à la longue par s’estomper entre les 2 anciens officiers, mais McLaws ne pardonna jamais complètement à Longstreet.
En mai 1864 McLaws quitte donc le Ier Corps, et, comme Lee ne lui offre pas de commandement en Virginie, il se rend  Savannah. Il ne pourra la défendre contre William T. Sherman lors de la marche de Sherman vers la mer, fin 1864.
McLaws cherche ensuite à s’opposer à l’avance de Sherman à travers les Carolines. Lors de la Bataille de Rivers' Bridge (2 février 1865) , ses troupes retardent l’Armée du Tennessee (nordiste) qui veut franchir la  Salkehatchie River, jusqu’à ce que les fédéraux trouvent d’autres gués et tournent le flanc droit des sudistes.
McLaws commande ensuite une division en 3e ligne de défense, sous le lieutenant general William J. Hardee, pendant la bataille d'Averasborough. Pendant la bataille de Bentonville, sa division est faiblement engagée : les ordres qu’il avait reçus étaient vagues. Après ces batailles, McLaws a de la peine à maintenir la discipline dans sa division, il est obligé de faire faire plusieurs appels par jour pour éviter les désertions et le pillage.
Quand Joseph E. Johnston réorganise l’armée de la Confédération, McLaws  ne reçoit pas de commandement d’unité combattante , mais après Bentonville il est nommé commandant du District  (région militaire) de Georgie .
À la fin des hostilités, McLaws s’est probablement rendu avec l’armée de Johnston, en Caroline du Nord, le 2 avril 1865, mais il n’y a pas de trace de sa reddition dans les archives.  Il reçut son pardon du gouvernement US le 18 octobre 1865.

## Après la guerre
McLaws travailla dans les assurances, fut percepteur au Internal Revenue Service (Administration des Impôts), directeur de la poste à Savannah en 1875-1876. Il s'occupa aussi de diverses associations d'anciens combattants confédérés.
Il prit d'abord la défense de Longstreet (the Confederacy's Most Controversial Soldier, "le soldat le plus contesté de la Confédération") , en particulier lorsque Jubal Early, avec d'autres membres du Lost Cause Movement, accusa Longstreet d'être la cause de la défaite de Gettysburg. Mais après 1890, il se joignit à eux.
Lafayette McLaws est mort à Savannah et est enterré au Laurel Grove Cemetery ("Cimetière du Bosquet de Lauriers") de Savannah.

## In memoriam
Les lettres écrites pendant la Civil War par McLaw ("A Soldier's General: The Civil War Letters of Major General Lafayette McLaws") ont été éditées en 2002 (voir le chapitre "Bibliographie").
En souvenir de la Wiliamsburg Line dont il dirigea la construction en 1861, le McLaws Circle, un quartier d'affaires du consortium Anheuser-Busch, situé près de Williamsburg (Virginie), porte son nom depuis les années 1970.

## Sources
- (en) Cet article est partiellement ou en totalité issu de l’article de Wikipédia en anglais intitulé « Lafayette McLaws » (voir la liste des auteurs).